# Pullosquilla litoralis
Pullosquilla litoralis är en kräftdjursart som först beskrevs av Michel och Manning 1971.  Pullosquilla litoralis ingår i släktet Pullosquilla och familjen Nannosquillidae. Inga underarter finns listade i Catalogue of Life.